# Nintendo Cube
Nintendo Cube K.K. (jap. ニンテンドーキューブ株式会社, Nintendo Kyūbu Kabushiki kaisha, engl. Nintendo Cube Co., Ltd., vormals NDcube) ist eine Tochtergesellschaft des Videospiel-Publishers Nintendo und ein japanischer Spieleentwickler mit Sitz in Tokio und Sapporo. Bekanntheit erreichte NDcube vor allem durch die Entwicklung von Wii Party und Wii Party U sowie einigen Mario-Party-Spielen.

## Geschichte
Das Unternehmen wurde am 1. März 2000 zwischen Nintendo und der Werbefirma Dentsu gegründet. Hauptanteilseigner waren bis 2010 Nintendo mit 18 %, sowie Dentsu mit 8,7 %. Im Jahre 2010 entschied sich Nintendo, 98 % der Anteile zu kaufen. Die Buchstaben N und D im Namen stellen sich aus den Anfangsbuchstaben der Gründerfirmen Nintendo und Dentsu zusammen.
Seit NDcube gegründet wurde, wurden nur wenige Spiele entwickelt. Die Firma konzentriert sich vor allem auf japanische Videospiele für den GameCube, Game Boy Advance, Nintendo DS, Wii, Nintendo 3DS, Wii U und Nintendo Switch
Im April 2006 wechselten viele Mitarbeiter das Unternehmen, zu beispielsweise Nintendo und Square Enix. NDcube wird von Hidetoshi Endō geleitet, der einst Präsident von Hudson Soft war.
2024 hat sich NDCube in Nintendo Cube umbenannt.

## Spiele
| Jahr | Titel                             | Plattform         | Anmerkung                            |
| ---- | --------------------------------- | ----------------- | ------------------------------------ |
| 2001 | F-Zero: Maximum Velocity          | Game Boy Advance  |                                      |
| 2001 | Dokodemo Taikyoku Yakuman Advance | Game Boy Advance  | lediglich in Japan erschienen        |
| 2002 | Card Party                        | Game Boy Advance  | lediglich in Japan erschienen        |
| 2002 | Pool Edge                         | Nintendo GameCube | lediglich in Japan erschienen        |
| 2003 | Tube Slider                       | Nintendo GameCube | nie in Europa erschienen             |
| 2010 | Wii Party                         | Wii               |                                      |
| 2012 | Mario Party 9                     | Wii               |                                      |
| 2014 | Mario Party: Island Tour          | Nintendo 3DS      |                                      |
| 2016 | Mario Party: Star Rush            | Nintendo 3DS      |                                      |
| 2017 | Mario Party: The Top 100          | Nintendo 3DS      |                                      |
| 2013 | Wii Party U                       | Wii U             |                                      |
| 2015 | Mario Party 10                    | Wii U             |                                      |
| 2015 | Animal Crossing: Amiibo Festival  | Wii U             |                                      |
| 2018 | Super Mario Party                 | Nintendo Switch   |                                      |
| 2020 | 51 Worldwide Games                | Nintendo Switch   |                                      |
| 2021 | Mario Party Superstars            | Nintendo Switch   |                                      |
| 2023 | Everybody 1-2-Switch!             | Nintendo Switch   | Zusammen mit Nintendo EPD entwickelt |
| 2024 | Super Mario Party Jamboree        | Nintendo Switch   |                                      |

## Kritik an Mario-Party-Spielen
Nachdem Hudson Soft, welche bis einschließlich Mario Party 8 alle Spiele der Mario-Party-Reihe entwickelten, von Konami übernommen wurde, übernahm NDcube die Entwicklung der Serie. Nachdem diese Mario Party 9, Mario Party 10, Mario Party: Island Tour, Mario Party: Star Rush und Mario Party: The Top 100 veröffentlicht haben, baute sich bei einigen Spielern der Reihe eine kritische Einstellung gegenüber NDcube auf. Grund hierfür waren eklatante Veränderungen der Spielmechanik gegenüber der Spiele von Hudson Soft, welche bei den Fans umstritten waren. Auch in der Presse sammelte NDcube hierfür gemischte Rezensionen. Die Mario-Party-Spiele ab Super Mario Party, orientieren sich nun eher an den klassischen Spielen.